# Eberhard Harms
Eberhard Harms (* 25. März 1945) ist ein ehemaliger deutscher Fußballspieler, der zwischen 1968 und 1973 für den 1. FC Lokomotive Leipzig und die BSG Chemie Leipzig in der DDR-Oberliga, der höchsten Spielklasse im DDR-Fußball, aktiv war.

## Sportliche Laufbahn
Bis 1968 spielte Eberhard Harms bei der Betriebssportgemeinschaft (BSG) Lokomotive Ost Leipzig, zuletzt in der drittklassigen Bezirksliga Leipzig. Mit Beginn der Saison 1968/69 wechselte er zum Leipziger Spitzenclub 1. FC Lokomotive. Dort wurde er hauptsächlich in der 2. Mannschaft in der Bezirksliga eingesetzt. Seinen einzigen Oberligaeinsatz hatte er am 12. Spieltag, als er in der 77. Minute für den Abwehrspieler Jürgen Czieschowitz eingewechselt wurde. Daneben kam er noch in den beiden Messepokalspielen gegen Hibernian Edinburgh (1:3, 0:1) einmal über 90 und einmal über 15 Minuten zum Einsatz. Am Saisonende musste der 1. FC Lok in die DDR-Liga absteigen. Dort war Harms wieder nur mit einem Ligaeinsatz an der sofortigen Rückkehr in die Oberliga beteiligt. Trotzdem wurde er für die Saison 1970/71 als Abwehrspieler für den Oberligakader nominiert. Eingesetzt wurde er aber nur einmal am 11. Oberligaspieltag als Stürmer und spielte ansonsten mit Lok II wieder in der Bezirksliga.
Zur Saison 1971/72 wechselte Harms innerhalb von Leipzig zum DDR-Liga-Aufsteiger BSG Lok Ost. Dort war er von Anfang an Stammspieler, bestritt alle 20 Ligaspiele und erzielte sein einziges Tor seiner Laufbahn im höheren Ligenbetrieb. Den sofortigen Wiederabstieg seiner Mannschaft konnte er aber nicht verhindern.
Nach dem Abstieg nahm Herms einen erneuten Wechsel vor und schloss sich dem Oberligisten Chemie Leipzig an, Aufsteiger aus der DDR-Liga. Er wurde zwar in den Oberligakader 1972/73 aufgenommen, spielte aber nur als Reservespieler eine Rolle. Bei seinen sieben unregelmäßigen Oberligaeinsätzen stand er fünfmal auf unterschiedlichen Positionen in der Anfangself. Daneben wurde er in den drei DDR-Pokal-Spielen (2. Hauptrunde, Achtelfinale) aufgeboten. Auch für die Spielzeit 1973/74 wurde Harms wieder für die Oberligamannschaft nominiert, bestritt aber kein einziges Spiel. Stattdessen wurde er in der Bezirksligamannschaft der BSG Chemie eingesetzt, wo er sich in den Pflichtspielen mit drei Toren auszeichnete. Die Oberligamannschaft stieg nach der Saison in die DDR-Liga ab. 1974/75 absolvierte Harms mit der 1. Mannschaft lediglich das Pokalspiel der 2. Hauptrunde und spielte bis zum Oktober 1974 noch in der Bezirksliga, um anschließend aus der BSG Chemie Leipzig auszuscheiden. Als 29-Jähriger kehrte er nicht mehr in den höherklassigen Fußball zurück, wo er innerhalb von sieben Jahren neun Oberliga- und 21 DDR-Ligaspiele absolviert hatte.